# Gerhard Richter

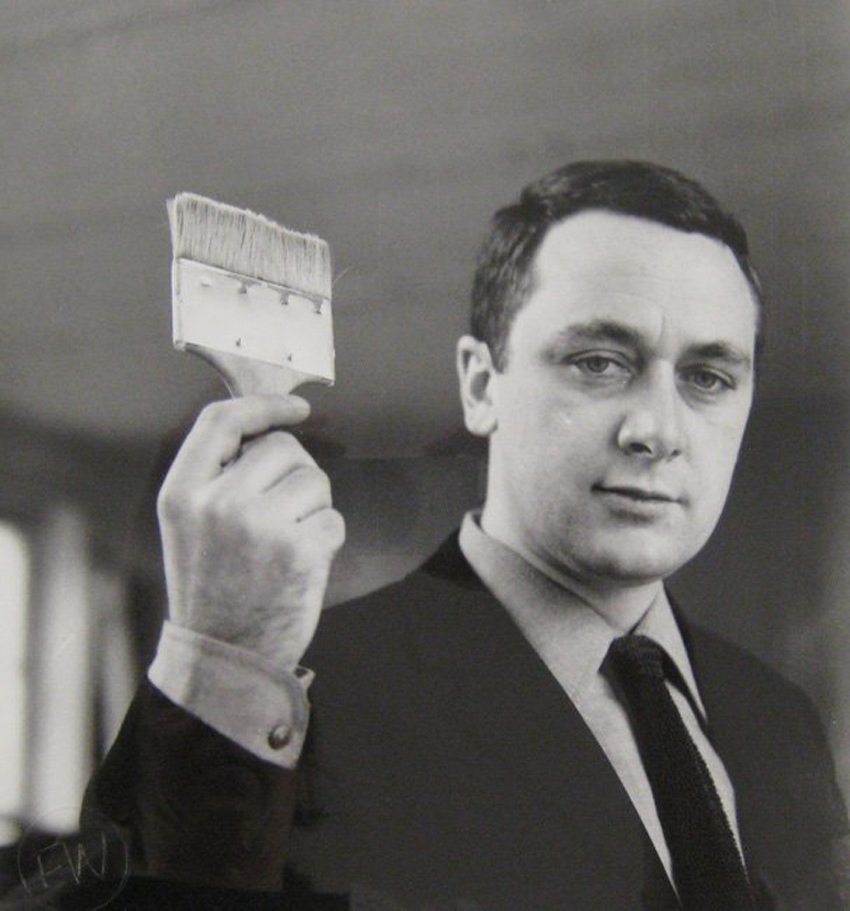
Artysta w Stuttgarcie (1967)

Gerhard Richter (ur. 9 lutego 1932 w Dreźnie) – niemiecki artysta, twórca sztuki abstrakcyjnej opartej na fotorealistycznych obrazach oraz na fotografiach i fragmentach szkła.

## Życiorys
Urodził się w Dreźnie, w Saksonii, a dorastał w Reichenau (obecnie Bogatynia) na Dolnym Śląsku oraz w Waltersdorf. Jego ojciec był nauczycielem matematyki i fizyki, a matka Hildegarda Schönfelder była córką pianisty Ernsta Alfreda Schönfeldera.
W 1942 roku Gerhard został wcielony do Deutsches Jungvolk. W 1943 Gerard z powodu braku pieniędzy porzucił szkołę po 10 klasie i terminował jako malarz reklamowy. W 1948 roku ukończył wyższą szkołę zawodową w Żytawie, a między 1949 i 1951 rokiem, kolejno pracował jako praktykant i malarz. W 1951 roku rozpoczął studia na Akademii Sztuk Pięknych w Dreźnie. Jego nauczycielami byli Karl von Appen, Heinz Lohmar i Will Grohmann.

## Twórczość
W 1963 roku Gerhard Richter wraz z Sigmarem Polke, w Düsseldorfie, stworzyli nową formę sztuki, nazywając ją „realizmem kapitalistycznym”, a polegającym na przerabianiu zdjęć z aparatów fotograficznych. Jego prace przedstawiają krajobrazy, martwą naturę, świece i jego rodzinę – żonę Emmę i siostrę Renatę. W swoich pracach wykorzystuje nowe techniki i tematy do tworzenia sztuki – począwszy od foto-realizmu do abstrakcji. W 1972 roku miała miejsce wystawa tych prac skupiona w jeden atlas. Artysta uznawał siebie wówczas za niemieckiego przedstawiciela pop-artu. Charakterystycznym motywem Richtera pozostawała fotografia – jego obrazy przypominały niewyraźne, rozmyte zdjęcia z aparatu.
Jest twórcą licznych abstrakcyjnych prac, m.in. obrazów nazwanych od daty ich powstania (Abstraktes Bild). W październiku 2012 jeden z tych obrazów został sprzedany za rekordową kwotę 21 milionów funtów, co stanowiło najwyższą uzyskaną kwotę za obraz żyjącego artysty. W lutym 2015 roku jego obraz z serii Abstraktes Bild został sprzedany na aukcji w domu aukcyjnym Sotheby’s, w Londynie, za kwotę 30,4 miliona funtów. Pawilon z jego pracami zainspirowanymi zdjęciami zrobionymi przez członków Sonderkommando w Auschwitz-Birkenau został otwarty w Oświęcimiu.
Jego uczniami są m.in. niemieccy artyści Albert Oehlen i Thomas Schutte, którzy również osiągają komercyjny sukces.